# Seán Potts
Seán Desmond Potts (1930 - 11 de febrero de 2014) fue un músico irlandés. Nacido en Drimnagh, Dublín Sur, fue conocido por su forma de tocar tin whistle y su larga historia con The Chieftains (1962-1979).

## Carrera
Potts fue miembro fundador de The Chieftains. Fue compañero de Paddy Moloney, con quien a menudo se presentó en Dublín dando conciertos durante los años 1950. En noviembre de 1962, Potts ayudó a formar The Chieftains. Dejó brevemente el grupo en 1968 por un contrato con Gael-Linn Records pero volvió con la banda poco después. Tocó con la banda hasta 1979, cuando las presiones de la escena musical (y de turismo) le llevaron a abandonar la banda por una vida más sencilla. Falleció el 11 de febrero de 2014 a los 83 años de edad.